# Max Wissel
Maximilian Wissel (Alzenau, Alemania; 24 de noviembre de 1989), más conocido como Max Wissel, es un piloto de automovilismo alemán.

## Carrera
Wissel comenzó su trayectoria deportiva en el karting en 1996, se unió en 2006 en la Fórmula BMW alemana con  GU-Racing International. Con una ubicación en el podio al final de la temporada, terminó en el undécimo lugar en la general. En el 2007 se mantuvo como corredor junior en la Fórmula BMW alemana y jugó su segunda temporada de esta serie. Con una victoria en la temporada, terminó en sexta posición de la general. En 2008 comenzó la temporada en el Campeonato del Norte de Europa de Fórmula Renault. En agosto se trasladó a la primera temporada de la Superleague Formula y comenzó el FC Basel, que fue supervisada por GU-Racing Internacional. Al final de la temporada, terminó 15º En general. Wissel en 2009 se mantuvo en la Superleague Formula con el equipo del FC Basel. Con una victoria, mejoró al tercer lugar en la tabla de posiciones. Dejó tras de sí a pilotos como Giorgio Pantano, campeón de la GP2 en 2008, por ejemplo. En 2010 siguió el alemán en la Superleague Formula, y su tercera temporada en el FC Basilea. En la que cosigue ser tercero del campeonato por segundo año consecutivo. En 2011 termina 11º en la Superleague Fórmula corriendo sólo una ronda en la que consiguió un podio. Posteriormente desaparece del panorama de los monoplazas y vuelve al mundo del karting. Actualmente se dedica a competir virtualmente en F1 de Codemasters, en el equipo TF10 Team Esports.

## Resumen de carrera
| Temporada | Categoría                                   | Equipo                    | Carreras | Victorias | Poles | VR | Podios | Puntos | Pos. |
| --------- | ------------------------------------------- | ------------------------- | -------- | --------- | ----- | -- | ------ | ------ | ---- |
| 2006      | Fórmula BMW ADAC                            | GU-Racing Motorsport Team | 18       | 0         | 0     | 0  | 1      | 45     | 11.º |
| 2006      | Fórmula BMW World Final                     | GU-Racing Motorsport Team | 1        | 0         | 0     | 0  | 0      | N/A    | 21.º |
| 2007      | Fórmula BMW ADAC                            | GU-Racing International   | 18       | 1         | 0     | 1  | 2      | 426    | 6.º  |
| 2008      | Superleague Fórmula                         | FC Basel 1893             | 12       | 0         | 0     | 0  | 0      | 205    | 15.º |
| 2008      | Copa de Europa del Norte de Fórmula Renault | GU-Racing International   | 8        | 0         | 0     | 0  | 0      | 93     | 18.º |
| 2009      | Superleague Fórmula                         | FC Basel 1893             | 14       | 1         | 0     | 3  | 4      | 308    | 3.º  |
| 2010      | Superleague Fórmula                         | FC Basel 1893             | 31       | 1         | 1     | 3  | 7      | 667    | 3.º  |
| 2011      | Superleague Fórmula                         | Corea del Sur             | 3        | 0         | 0     | 0  | 1      | 71     | 11.º |
| Fuente:   |                                             |                           |          |           |       |    |        |        |      |